# Мирей
 Тази статия е за френската певица.  За операта на Шарл Гуно вижте Мирей (опера).  
Мирей Артюш (на френски: Mireille Hartuch) е френска певица, авторка на песни и актриса.

## Биография
Родена е на 30 септември 1906 година в Париж в еврейско работническо семейство. От ранна възраст се занимава с музика и театър, пише вариететна музика, пътува в Съединените щати, където играе в театъра и киното, след връщането си във Франция е сред пионерите на суинга в страната. През 30-те години на XX век става известна като авторка и изпълнителка на популярни песни, по-късно води популярни предавания в радиото и телевизията.
Мирей умира на 29 декември 1996 година в Париж.